# Hemlig polis
Hemlig polis är en form av polisväsen, som verkar i det fördolda, vanligen med syfte att upprätthålla den existerande odemokratiska samhällsordningen mot inre fiender. Hemliga polisen verkar utanför rättsordningen, med förföljelse av politiska motståndare, oliktänkande intellektuella och marginella grupper som gjorts till regimens syndabockar.
Exempel på sådana former av hemlig polis har varierat från den kejserliga säkerhetstjänsten frumentarii i Romarriket till än idag verksamma rörelser i odemokratiska länder, exempelvis i Libyen (Mukhabarat el-Jamahiriya), Nordkorea, Kuba, Kina, Zimbabwe och Belarus. Tidigare existerande sådana polisstyrkor var bland andra Gestapo i Nazityskland, KGB och dess föregångare i Sovjetunionen, BRAC i Kuba under Batista, SAVAK i Iran under shahen, Securitate i Rumänien under Ceaușescu, Stasi i Östtyskland och SSO i Irak under Saddam Hussein. Flertalet hemliga polisväsenden har bytt namn efter ett regimskifte, även om regimens politik demokratiskt eller ideologiskt inte förändrats. På det sistnämnda är KGB i Belarus ett beryktat undantag.
Den hemliga polisen bör inte förväxlas med säkerhetspolisen i en demokratisk rättsstat, som inom lagen och med domstolars överinseende, verkar för att skydda den demokratiska samhällsordningen mot yttre och inre fiender, även om gränsen är flytande.